# Bayt al-mal
Bayt al-mal (arabisk: بيت المال) er et arabisk begreb, der kan oversættes til "Pengenes hus" eller "Rigdommens hus". Historisk var det en finansinstitution, der var ansvarlig for administrationen af skatter i islamiske stater, især i det tidlige islamiske kalifat. Det fungerede som et royalt skatkammer for kalifferne og sultanerne, og håndterede deres personlige finanser samt regeringsudgifter. Herudover administrerede det også fordelingen af zakat-indtægter til offentlige arbejder.
| Økonomi | Spire Denne artikel om økonomi er en spire som bør udbygges. Du er velkommen til at hjælpe Wikipedia ved at udvide den. |